# Agelenopsis
Genre
Agelenopsis est un genre d'araignées aranéomorphes de la famille des Agelenidae.

## Distribution
Les espèces de ce genre se rencontrent aux États-Unis, au Canada et au Mexique.

## Description
Elles tissent des toiles en forme de nappe. Ces dernières sont peu adhésives, inconvénient qui se contrebalance par la rapide démarche de l'araignée.

## Liste des espèces
Selon World Spider Catalog (version 19.5, 12/09/2018) :
- Agelenopsis actuosa (Gertsch & Ivie, 1936)
- Agelenopsis aleenae Chamberlin & Ivie, 1935
- Agelenopsis aperta (Gertsch, 1934)
- Agelenopsis emertoni Chamberlin & Ivie, 1935
- Agelenopsis kastoni Chamberlin & Ivie, 1941
- Agelenopsis longistyla (Banks, 1901)
- Agelenopsis naevia (Walckenaer, 1841)
- Agelenopsis oklahoma (Gertsch, 1936)
- Agelenopsis oregonensis Chamberlin & Ivie, 1935
- Agelenopsis pennsylvanica (C. L. Koch, 1843)
- Agelenopsis potteri (Blackwall, 1846)
- Agelenopsis riechertae Bosco & Chuang, 2018
- Agelenopsis spatula Chamberlin & Ivie, 1935
- Agelenopsis utahana (Chamberlin & Ivie, 1933)

## Publication originale
- Giebel, 1869 : Über einige Spinnen aus Illinois. Zeitschrift für die Gesammten Naturwissenschaften, vol. 33, p. 248-253 (texte intégral).